# Asociación Bahiense de Básquetbol
La Asociación Bahiense de Básquetbol es una asociación de clubes de básquetbol de la Provincia de Buenos Aires, Argentina, con sede en la calle 9 de Julio núm. 62 de la ciudad de Bahía Blanca. 

## Reseña histórica
La asociación fue fundada el 11 de enero de 1929 con el nombre de «Asociación Bahiense de Basket-Ball», siendo las entidades fundacionales Olimpo, Liniers, Estudiantes, Pacífico, River Plate y Agar Cross. En 1958 una asamblea extraordinaria castellaniza el nombre de la entidad por «Asociación Bahiense de Básquetbol».
En 1929 se disputó el primer Torneo Superior, ganado por Pacífico.
Pasaron apenas seis años y la actividad de este deporte comenzó a propagarse por toda la provincia de Buenos Aires motivando la creación de la Federación de Básquetbol de la Provincia de Buenos Aires. Dicho acontecimiento fue concretado en la ciudad de Bahía Blanca el 31 de marzo de 1935 con la presencia de los representantes de Huracán de Tres Arroyos, Gimnasia y Esgrima de Pergamino, Callvú Básquetbol Club de Azul y la Asociación Bahiense de Básquetbol. Pocos años más tarde, en 1941, la Federación se trasladó a La Plata, capital de la Provincia de Buenos Aires, funcionando ahí desde entonces hasta nuestros días.

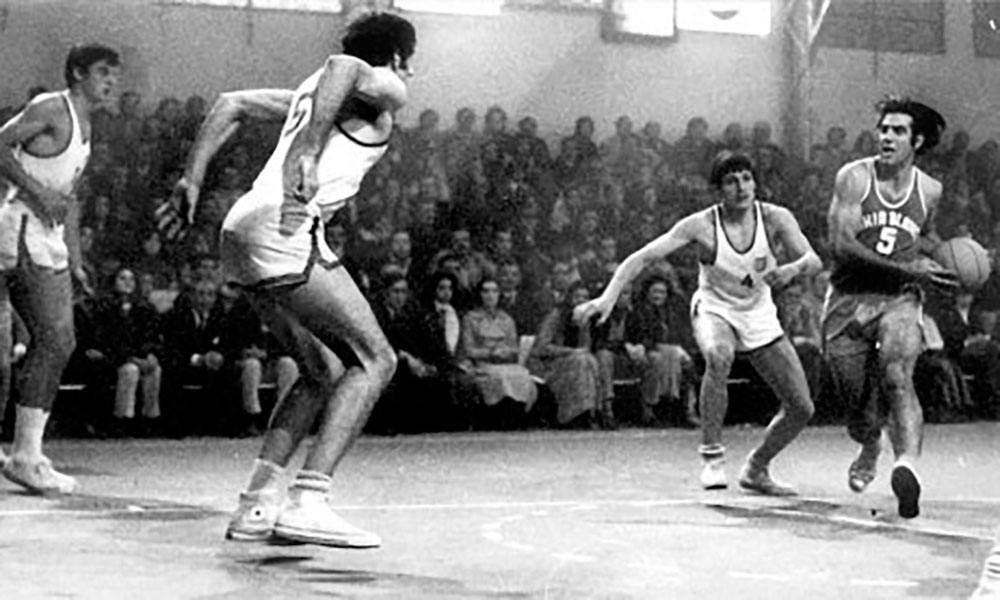
Encuentro amistoso entre la selección de la ciudad de Bahía Blanca y Yugoslavia.

En la década de 1960 comienza la época de oro del básquetbol bahiense por la conjunción de tres grandes basquetbolistas: Alberto Pedro Cabrera (designado el deportista bahiense del siglo XX), Atilio José Fruet y José Ignacio De Lizaso, que hicieron historia a nivel nacional hasta mediados de la década de 1970. Se recuerda el partido disputado en el estadio Norberto Tomas de Olimpo, con motivo de su inauguración en el 3 julio de 1971, cuando la selección bahiense derrotó por 78 a 75 a la selección de Yugoslavia, el entonces campeón mundial.
Por la práctica y desarrollo de esta actividad desde sus inicios y las fuertes competencias internas en todas las categorías Bahía Blanca fue denominada "La Capital del Básquetbol Argentino". Surgieron en Bahía Blanca jugadores que trascendieron las fronteras, tales los casos de Hernán Abel Montenegro, Juan Alberto Espil, Hernán Emilio Jasen y campeones olímpicos y subcampeones mundiales: Juan Ignacio Sánchez, Alejandro Adrián Montecchia y Emanuel David Ginóbili.

## Categorías
En la actualidad la Asociación Bahiense de Básquetbol cuenta con dos divisiones Mayores Masculinas y una Femenina: Primera y Segunda.[cita requerida] La primera división cuenta con un total de 12 equipos y la segunda división masculina cuenta con un total de 15 equipos. Ambas divisiones tienen un formato similar de competición, con un torneo a lo largo del año. 
El torneo de Primera Femenino cuenta en la actualidad con seis equipos y se juega a dos rondas con un campeón por año.
Campeones de Primera División Masculina
- Olimpo (20): 1961, 1962, 1964, 1966, 1967, 1968, 1969, 1971, 1972, 1973, 1976, 1977, 1978, 1979, 1981, 1993, 2004, 2005, 2007,2025.
- Estudiantes (16): 1930, 1931, 1932, 1933, 1934, 1954, 1955, 1957, 1960, 1965, 1970, 1974, 1975, 1982, 1983, 1990.
- Liniers (11): 1986, 1987, 1992, 1994, 1998, 1999, 2002, 2010, 2014, 2019, 2021/22
- Villa Mitre (10): 1985, 1988, 2008, 2009, 2012, 2013, 2015, 2017, 2024, 2024.
- Club Altense (Punta Alta): (7) 1944, 1945, 1946, 1947, 1948, 1949, 1950
- Pacífico (6): 1929, 1935, 1936, 1937, 1943, 1996.
- Sportivo Bahiense (5): 1938, 1939, 1940, 1941, 1942.
- Bahiense del Norte (5): 1989, 1997, 2003, 2011, 2016.
- Napostá (4): 1991, 1995, 2018, 2023.

- El Nacional (3): 1984, 2000, 2006.
- Barracas Central 1959 (4) (Invicto), 1958, 1963, 1964
- Leandro N. Alem (1): 1980
- Puerto Comercial (1): 2001.

## Clubes afiliados en actividad
| Equipo                  | Ciudad          | Nombre del estadio    |
| ----------------------- | --------------- | --------------------- |
| Argentino               | Bahía Blanca    | Ardubilio Severini    |
| Bahía Basket            | Bahía Blanca    | Dow Center            |
| Bahiense Del Norte      | Bahía Blanca    | Emanuel Ginobili      |
| Barracas Central        | Bahía Blanca    | El Bosque             |
| Deportivo Whitense      | Ingeniero White | Los Aviones Azules    |
| El Nacional             | Bahía Blanca    | Hermanos Ciccioli     |
| Estrella                | Bahía Blanca    | Luís Álvarez          |
| Estudiantes             | Bahía Blanca    | Osvaldo Casanova      |
| Independiente           | Bahía Blanca    | Néstor y Raúl Barral  |
| La Falda                | Bahía Blanca    | Liliana Pisani        |
| Leandro N. Alem         | Bahía Blanca    | Daniel Lacunza        |
| Liniers                 | Bahía Blanca    | Hernán Sagasti        |
| Naposta                 | Bahía Blanca    | Antonio Palma         |
| 9 de Julio              | Bahía Blanca    | Néstor Damiani        |
| Olimpo                  | Bahía Blanca    | Norberto Tomas        |
| Pacífico                | Bahía Blanca    | William Harding Green |
| Puerto Comercial        | Ingeniero White | Osvaldo Giorgetti     |
| Pueyrredon              | Bahía Blanca    | Vicente Palermo       |
| San Lorenzo del Sud     | Bahía Blanca    | Roman Avecilla        |
| Sportivo Bahiense       | Bahía Blanca    | Eladio Santos         |
| Velocidad y Resistencia | Bahía Blanca    | Pedro Sánchez         |
| Villa Mitre             | Bahía Blanca    | José Martínez         |